# فاليمايو
فاليمايو هي كومونا تقع في مقاطعة فروزينوني، لاتسيو، إيطاليا.